# Anagyrus putonophilus
Anagyrus putonophilus är en stekelart som beskrevs av Compere 1947. Anagyrus putonophilus ingår i släktet Anagyrus och familjen sköldlussteklar.
Artens utbredningsområde är Costa Rica. Inga underarter finns listade i Catalogue of Life.